# Geophagus obscurus
Geophagus obscurus är en fiskart som först beskrevs av Castelnau, 1855.  Geophagus obscurus ingår i släktet Geophagus och familjen Cichlidae. Inga underarter finns listade i Catalogue of Life.